# Mahikeng
Mahikeng es la capital de la provincia del Noroeste, Sudáfrica, situada 1400 kilómetros al noreste de Ciudad del Cabo, a 790 km al sursudoeste de Bulawayo por tren, y a 260 km en línea directa de Johannesburgo. En el año 2001 registraba una población de 49.300 habitantes. Está edificada en una pradera (veld) abierta, en una elevación de 1500 metros, a las orillas del río Molopo superior, y está a 27 km. (15 millas) de la frontera sur con Botsuana. Los campos auríferos de Madibi están aproximadamente 15 kilómetros al sur de la ciudad.

## Historia
Mahikeng fue originariamente el cuartel general de la tribu Barolong de Bechuana. La ciudad fue fundada en los años 1880 por mercenarios británicos a quienes les concedió la tierra un jefe Barolong. El establecimiento fue llamado Mafeking, una palabra del tswana local que significa «el lugar de piedras». Los pobladores británicos más tarde deletrearon el nombre como Mafeking. La incursión de Jameson comenzó en Pitsani Pothlugo (o Potlogo), a 43 km. (24 millas) al norte de Mafeking, el 29 de diciembre de 1895.
En el estallido de la Segunda Guerra Anglo-Bóer en 1899, la ciudad fue sitiada. El famoso sitio de Mafeking duró 217 días, de octubre de 1899 a mayo de 1900, y convirtió a Robert Baden-Powell en un héroe nacional. En septiembre de 1904, Lord Roberts inauguró un obelisco en Mafeking con los nombres de los que cayeron en la defensa de la ciudad. En total, 212 personas murieron durante el sitio, y hubo más de 600 heridos. Las pérdidas de los bóeres fueron considerablemente más altas.
Mafeking fue capital del Protectorado de Bechuanalandia (aunque se encontraba fuera de los límites del Protectorado) desde 1894, hasta 1965 cuando Gaborone se convirtió en la capital de lo que sería Botsuana.
Fue brevemente la capital del pre-independiente bantustán negro de Bofutatsuana en los años de 1970 antes de que la ciudad lindera de Mmabatho fuera establecida como la capital. En los años de 1980 la ortografía de Mafeking fue restablecida y al final del apartheid en 1994, Mafeking y Mmabatho fueron fusionadas y establecidas como la capital de la recién creada Provincia del Noroeste.

## Clima
| Parámetros climáticos promedio de Mafikeng | Parámetros climáticos promedio de Mafikeng | Parámetros climáticos promedio de Mafikeng | Parámetros climáticos promedio de Mafikeng | Parámetros climáticos promedio de Mafikeng | Parámetros climáticos promedio de Mafikeng | Parámetros climáticos promedio de Mafikeng | Parámetros climáticos promedio de Mafikeng | Parámetros climáticos promedio de Mafikeng | Parámetros climáticos promedio de Mafikeng | Parámetros climáticos promedio de Mafikeng | Parámetros climáticos promedio de Mafikeng | Parámetros climáticos promedio de Mafikeng | Parámetros climáticos promedio de Mafikeng |
| Mes                                        | Ene.                                       | Feb.                                       | Mar.                                       | Abr.                                       | May.                                       | Jun.                                       | Jul.                                       | Ago.                                       | Sep.                                       | Oct.                                       | Nov.                                       | Dic.                                       | Anual                                      |
| ------------------------------------------ | ------------------------------------------ | ------------------------------------------ | ------------------------------------------ | ------------------------------------------ | ------------------------------------------ | ------------------------------------------ | ------------------------------------------ | ------------------------------------------ | ------------------------------------------ | ------------------------------------------ | ------------------------------------------ | ------------------------------------------ | ------------------------------------------ |
| Temp. máx. abs. (°C)                       | 40                                         | 39                                         | 38                                         | 34                                         | 31                                         | 27                                         | 28                                         | 32                                         | 36                                         | 38                                         | 38                                         | 40                                         | 40                                         |
| Temp. máx. media (°C)                      | 31                                         | 30                                         | 29                                         | 25                                         | 23                                         | 20                                         | 20                                         | 23                                         | 27                                         | 29                                         | 30                                         | 31                                         | 27                                         |
| Temp. mín. media (°C)                      | 18                                         | 17                                         | 15                                         | 12                                         | 7                                          | 4                                          | 4                                          | 6                                          | 11                                         | 14                                         | 16                                         | 17                                         | 12                                         |
| Temp. mín. abs. (°C)                       | 8                                          | 7                                          | 4                                          | 3                                          | -3                                         | -6                                         | -6                                         | -4                                         | -2                                         | 0                                          | 7                                          | 1                                          | -6                                         |
| Precipitación total (mm)                   | 117                                        | 83                                         | 74                                         | 57                                         | 14                                         | 5                                          | 3                                          | 5                                          | 13                                         | 37                                         | 64                                         | 67                                         | 539                                        |
| Días de precipitaciones (≥ 1 mm)           | 13                                         | 10                                         | 10                                         | 7                                          | 3                                          | 1                                          | 1                                          | 1                                          | 2                                          | 6                                          | 9                                          | 9                                          | 72                                         |
| Fuente: South African Weather Service      |                                            |                                            |                                            |                                            |                                            |                                            |                                            |                                            |                                            |                                            |                                            |                                            |                                            |

| Climograma de Mafikeng | Climograma de Mafikeng | Climograma de Mafikeng | Climograma de Mafikeng | Climograma de Mafikeng | Climograma de Mafikeng | Climograma de Mafikeng | Climograma de Mafikeng | Climograma de Mafikeng | Climograma de Mafikeng | Climograma de Mafikeng | Climograma de Mafikeng |
| --- | ---------------------- | ---------------------- | ---------------------- | ---------------------- | ---------------------- | ---------------------- | ---------------------- | ---------------------- | ---------------------- | ---------------------- | ---------------------- |
| E | F                      | M                      | A                      | M                      | J                      | J                      | A                      | S                      | O                      | N                      | D                      |
| 117 31 18 | 83 30 17               | 74 29 15               | 57 25 12               | 14 23 7                | 5 20 4                 | 3 20 4                 | 5 23 6                 | 13 27 11               | 37 29 14               | 64 30 16               | 67 31 17               |
| temperaturas en °C • totales de precipitación en mm fuente: SAWS |                        |                        |                        |                        |                        |                        |                        |                        |                        |                        |                        |
| Conversión sistema imperial\| E \| F \| M \| A \| M \| J \| J \| A \| S \| O \| N \| D \| \| 4.6 88 64 \| 3.3 86 63 \| 2.9 84 59 \| 2.2 77 54 \| 0.6 73 45 \| 0.2 68 39 \| 0.1 68 39 \| 0.2 73 43 \| 0.5 81 52 \| 1.5 84 57 \| 2.5 86 61 \| 2.6 88 63 \| \| temperaturas en °F • totales de precipitación en pulgadas \| \| \| \| \| \| \| \| \| \| \| \| |                        |                        |                        |                        |                        |                        |                        |                        |                        |                        |                        |
| E | F                      | M                      | A                      | M                      | J                      | J                      | A                      | S                      | O                      | N                      | D                      |
| 4.6 88 64 | 3.3 86 63              | 2.9 84 59              | 2.2 77 54              | 0.6 73 45              | 0.2 68 39              | 0.1 68 39              | 0.2 73 43              | 0.5 81 52              | 1.5 84 57              | 2.5 86 61              | 2.6 88 63              |
| temperaturas en °F • totales de precipitación en pulgadas |                        |                        |                        |                        |                        |                        |                        |                        |                        |                        |                        |